# Reformera islam
Reformera islam är en bok av författaren Ayaan Hirsi Ali som publicerades 2015 på svenska. I boken förespråkar Hirsi Ali att en muslimsk reformation är det enda sättet att få slut på terrorismen, den sekteristiska krigföringen och förtrycket av kvinnor och minoriteter.
Hirsi Ali har gjort sig känd som en stark kritiker av islam, och står i boken fast vid sin kritik, om än med andra ord, men har insett att det är svårt att nå muslimer genom att i grunden såga allt som står för deras tro. Genom boken vill hon rikta en uppmaning till muslimer att reformera sin tro. Mohammad Fazlhashemi, professor i islamisk teologi, kritiserar boken för att schablonmässigt indela muslimer i grupper och tala till en "grå massa" och bortse från de enskilda individer hon önskar nå fram till.